# انتخابات الرئاسة الرومانية 1980
انتخابات الرئاسة الرومانية 1980 هي الانتخابات الرئاسية التي جرت في 28 مارس 1980، في رومانيا، فاز بالانتخابات نيكولاي تشاوتشيسكو.